# Нічипорчик Андрій Володимирович
Андрій Володимирович Нічипорчик (біл. Андрэй Уладзіміравіч Нічыпорчык; 17 жовтня 1987 — 19 травня 2021) — білоруський військовий льотчик, Герой Білорусі (2021, посмертно).

## Біографія
Народився 17 жовтня 1987 року у Поставах у сім'ї військового льотчика-снайпера та вчительки початкової школи.
З 2016 року служив інструктором — готував до польотів на Як-130 молодих пілотів. З 2017 року брав участь у повітряних парадах та демонстраційних польотах. Неодноразово брав участь у навчаннях та міжнародних конкурсах, як у Білорусі так і за кордоном. За свою службу освоїв літаки Як-52, Л-39, Су-25, Як-130.
19 травня 2021 року здійснював політ на літаку Як-130 разом з Микитою Куконенком. Літак зазнав катастрофи поблизу Барановичів, обоє пілотів загинули.

## Нагороди
- Герой Білорусі (24 листопада 2021, посмертно) — за мужність і героїзм, проявлені під час виконання військового обов'язку[3]